# Eumesocampa
Eumesocampa es un género de dipluros en la familia Campodeidae. Existen por lo menos dos especies descriptas en  Eumesocampa.

## Especies
Estas dos especies pertenecen al género Eumesocampa:
- Eumesocampa danielsi Silvestri, 1933 i c g
- Eumesocampa lutzi Silvestri, 1933 i c g

Fuentes de datos: i = ITIS, c = Catalogue of Life, g = GBIF, b = Bugguide.net